# Buffy the Vampire Slayer: The Album
Buffy the Vampire Slayer: The Album è un album in cui è presente la colonna sonora del telefilm Buffy, scritta da vari artisti.

## Tracce
1. "Buffy The Vampire Slayer Theme" (Nerf Harder) - 1:04
2. "Teenage FBI" (Guided by Voices) - 3:19
3. "Temptation Waits" (Garbage) - 4:38
4. "Strong" (Velvet Chain) - 4:30
5. "I Quit" (Hepburn) - 3:55
6. "Over my Head" (Furslide) - 3:04
7. "Lucky" (Bif Naked) - 4:00
8. "Keep Myself Awake" (Black Lab) - 4:32
9. "Virgin State Of Mind" (K'S Choice) - 3:12
10. "Already Met You" (Superfine) - 3:36
11. "The Devil You Know (God Is A Man)" (Face to Face) - 3:37
12. "Nothing But You" (Kim Ferron) - 3:58
13. "It Doesn't Matter" (Alison Krauss and Union Station) - 3:54
14. "Wild Horses" (The Sundays) - 4:44
15. "Pain (Slayer Mix)" (Four Star Mary) - 3:40
16. "Charge" (Splendid) - 3:49
17. "Transylvania Concubine" (Splendid) - 3:49
18. "Close Your Eyes (Buffy/Angel Love Theme)" (Christophe Beck) - 2:47